# Nagy Ferenc (vicegenerális)
Báró gyöngyösi Nagy Ferenc (†Zalaegerszeg, 1704. február 24.), dunáninneni vicegenerális, a Kanizsával szembeni végek főkapitány-helyettese, zalaegerszegi főkapitány, földbirtokos.

## Élete
A nemesi származású gyöngyösi Nagy családnak a sarja. Apja gyöngyösi Nagy János, szölgyéni főkapitány, földbirtokos, anyja etyeki Etyeky Borbála. Gyöngyösi Nagy Ferencet az apja által 1633. június 13-án szerzett nyert címerlevélben is említik; de ekkor még gyermek lehetett. Nevével a hadi pályán 1655-ben találkozunk először, midőn Sempte vár alkapitánya lett. Az volt még 1672-ben is. 1675-ben gróf Batthyány Ferenc helyettese a szentgróti kapitányságban, amely várat különben ez évben felesége nagybátyja, Széchényi György kalocsai érsek rá és nejére örökös joggal ruházott át. 1680 március 22-ikén a vasmegyei Egervár alkapitánya lesz sógora Széchenyi György (1656–1732) várnagy mellett, 1681-ben pedig már mint a dunáninneni részek alkapitánya (vicegenerálisa). Nagy Ferencet követően az egervári várnak a helyettes kapitánya Sidy Mihály (fl. 1672–1711) lett, aki tovább szolgált Széchenyi György mellett.
Nagy Ferenc az „újfajta" kanizsai végvidéken teljesített szolgálatot, amely Kanizsa várának elvesztése (1600) után „Kanizsával szembeni végek" néven alakult ki néhány évtized alatt, több törvény (1609:61, 1613:17, 1618:35, 1622:41, 1625:20, 1638:70) és egyéb rendelkezések folytán. Kanizsa várát pótolni kellett, kisebb várak megerősítése útján, mivel hiánya erősen veszélyeztette az örökös tartományokat, különösen Stájerországot. A fenti törvények főleg Nempti, Egervár, Keszthely, Szigliget, Csobánc, Zalavár és Egerszeg várának megerősítését írták elő, a dunántúli vármegyék közmunkájának és pénzadójának felhasználása útján, de nyomatékosan hangsúlyozták, hogy elvárják a veszélyeztetett osztrák tartományok közreműködését is e terhek viselése terén.
Nagy Ferenc báró vicegenerális arról számolt be, hogy katonái zalalövői vár körül kézigránátos törökökre bukkantak. 1689-ben már amiatt panaszkodnak a lövői végváriak, hogy őket senki sem váltja le, ott halnak meg a várban. Erre azután két héten belül végre megérkeztek az új legények. A török veszély azonban nem csökkent, így felmerült, hogy megtiltsák a környékbeli szőlők megművelését, amit korábban fegyveres őrizet alatt tudtak elvégezni. „Ha ebeket megtiltjuk, — írta szemléletesen Nagy Ferenc vicegenerális — mind az végházak, mind az környéke elpusztulnak, mert inkább ki megyén a végházbul a szegény legény, hogy sem mint a szőlőjét pusztán haggyá. Egyébiránt is vetése igen kevés lévén, a szőlő hasznából élődik. " 1689-ben azonban már csupán 26 lovas volt Lövőn. A gyalogok számáról ekkor adatokkal nem rendelkezünk. 1690 júliusának végén Nagy Ferenc vicegenerális pedig már arról tudósította felettesét, Batthyány főkapitányt, hogy tűz pusztított Lövőn, és emiatt a „szerencsétlenségük miatt nagy visszavonásban vannak, úgy, hogy rövid nap ember halál is következtetik miatta".  1691-ben az őrség fizetése már oly minimális, hogy nagyon-nagyon kevesen lehettek. Csapody István leányágról kapcsolódott a Perneszy családhoz. A végvidék vezetőiben azonban felmerült a kérdés, vajon alkalmas lesz-e az örökös, az ismeretlen Csapody, a vár irányítására?. Nagy Ferenc ezzel kapcsolatban a következőképpen számolt be aggályairól Batthyány Kristófnak:"Csapody István Uramat láttam ugyan, de én sem vagyok derekas ismeretes ő kegyelmével, el hittem másképpen qualitatis [sic!] meg vannak, csak benn lakhassék a végházban, de ha csak névvel viselik a kapitányságot, soha benn nem laknak némeIilyek a végházban, rettenetes nehéz egy nyomorult paraszt vajdával".
Fiával gyöngyösi Nagy Zsigmonddal együtt, I. Lipót magyar királytól bárósságot nyert, mely bárói oklevél 1681. július 17-ikén. Benne fel van említve kora ifjúságától kezdődő katonai szolgálata a török elleni harcokban és az, hogy Érsekújvár megszállásában is részt vett. 1683-ban mint kanizsai vicegenerális meghódol (de bizonnyal csak kényszerűségből) Thökölynek. Ez évben különben királyi táblai ülnök is volt. 1685-ben a pozsonymegyei Récse városi kúriáját és két szőlőjét 1329 forintban örökös jogon sógora, Széchenyi Márton és utódainak bevallotta. Ekkor Zalaegerszeg altábornokának írja magát. Ez évben nagyobb királyi adományban is részesült, nevezetesen Bagody György és fia Mihály zalamegyei alsó- és felsőbagodi birtokait nyerte. A Bagody familia porcióját örökbe megvévén, báró gyöngyösi Nagy Ferenc egész Bagodot örökének tartotta és malmot is épített. Az egyik lányától váltott ki bizonyos földbirtok részt nemes Foky János Vas vármegye alispánja, aki onnantól birtokos lett a településen.
1687-ben Zalaegerszegen találjuk báró gyongyösi Nagy Ferencet, honnan augusztus 3-ikán kéri Olischer hadi biztost, hogy a Kanizsa vidékén állomásozó csapatainak élelmezési járulékait adja ki. 1693-ban még mindig a dunáninneni részek vicegenerálisa 1695-ig, midőn ezen állását április 28-ikán gróf Forgách Simonnak adta át. 1702 táján halhatott meg: ez évben még különféle jogügyekben lép fel, sőt királyi adományban is részesült.

## Házassága és leszármazottjai
Neje a nemesi származású sárvár-felsővidéki Széchényi családnak a leszármazottja, Széchényi Erzsébet volt; apja Széchényi Lőrinc, földbirtokos, anyja Gallen Judit. Az apai nagybátyja sárvár-felsővidéki Széchényi György (1603–1695), esztergomi érsek, prímás, katolikus egyházi író. Gyöngyösi Nagy Ferenc báróné Széchényi Erzsébetnek a fivére gróf sárvár-felsővidéki Széchényi György (1656–1732), hadvezér a török elleni hadjáratban, földbirtokos. Gyöngyösi Nagy Ferenc báró és Széchényi Erzsébet frigyéből született:
- báró gyöngyösi Nagy Zsigmond, a nempti és az alsólendvai várak kapitánya, országgyűlési követ, földbirtokos. Felesége: báró szapári Szapáry Magdolna.
- báró gyöngyösi Nagy Borbála, 1716-ban Umszunszt János özvegye, 1734-ben még él.
- báró gyöngyösi Nagy Erzsébet, 1716-ban Enyedy András özvegye.
- báró gyöngyösi Nagy Magdolna, 1708-ban madocsányi Madocsányi Miklósné, 1716-ban pedig már Vilisz (vagy Viliczi) Ferdinandné
- báró gyöngyösi Nagy Klára, 1696-ban elefánti és petánczi Jaklin György, 1702. és 1716-ban pedig alsó- és felső-káldi Káldy Péter özvegye; 1734-ben még él.
- báró gyöngyösi Nagy Sára, 1716-ban báró Sennyey Sándorné, később 1719-ben gróf Szapáry Miklósné; ki 1745-ben mint özvegy végrendelkezik
- báró gyöngyösi Nagy Terézia, hajadon maradt és 1738-ban még él.